# Massat
Massat település Franciaországban, Ariège megyében. Lakosainak száma 741 fő (2022. január 1.). Massat Biert, Boussenac, Ercé, Le Port, Rabat-les-Trois-Seigneurs és Saurat községekkel határos.

## Népesség
A település népességének változása:
| Lakosok száma | 746  | 598  | 624  | 707  | 687  | 675  | 659  | 709  | 734  | 741  |
|               | 1968 | 1982 | 1990 | 2006 | 2013 | 2015 | 2017 | 2019 | 2020 | 2022 |